# Olga Yano
Olga Yano (1946) es una bióloga, brióloga, botánica, brióloga, geobotánica, curadora, y profesora brasileña, que desarrolla, desde 1993, actividades académicas y científicas en el Instituto de Biología, Universidad de São Paulo.

## Biografía
En 1971, obtuvo la licenciatura en Ciencias Biológicas por la Universidad de São Paulo, en 1975, un título de maestría en farmacología por la Universidad Federal de São Paulo, y en 1992, el doctorado en Ciencias Biológicas (botánica) por la Universidad de São Paulo.
Actualmente es Investigadora Científica VI del Instituto de Botánica y revisora del periódico Ernstia, de Maracay. Tiene experiencia en botánica, con énfasis en la Taxonomía Vegetal. Actuando sobre los siguientes temas: Leucobryaceae, musgos, Bryophyta, taxonomía y florística.

## Algunas publicaciones
- YANO, O.; LUIZI-PONZO, A. P. 2014. Adições à Brioflora do Parque Estadual do Ibitipoca, Minas Gerais, Brasil - Additions to the Bryoflora of the Ibitipoca State Park, Minas Gerais, Brasil. Rev. Biol. Neotrop. 11(2): 71-96

- PERALTA, D.F. & YANO, O. 2011. Bryophytes checklist (Antocerotophyta, Bryophyta and Marchantiophyta) of São Paulo State Archivado el 18 de abril de 2018 en Wayback Machine.. Biota Neotropica 11 (1a): 1-5

- BORDIN, J.; YANO, O. 2010. Lista das briófitas (Anthocerotophyta, Bryophyta, Marchantiophyta) do Rio Grande do Sul, Brasil. Pesquisas. Botânica 61: 39-170

- YANO, O.; PERALTA, D. F. 2009. Flora de Grão Mogol, Minas Gerais: Briófitas (Bryophyta e Marchantiophyta). Boletim de Botânica, v. 27, p. 1-26

- BORDIN, J.; YANO, O. 2009. Novas ocorrências de Musgos (Bryophyta) para o Estado do Rio Grande do Sul, Brasil. Revista Brasileira de Botânica (impreso) 32: 455-477

- BORDIN, J.; YANO, O. 2009. Novas ocorrências de antóceros e hepáticas para o Estado do Rio Grande do Sul, Brasil. Revista Brasileira de Botânica (impreso) 32: 189-211

- BORDIN, J.; YANO, O. 2009. Briófitas do Centro Urbano de Caxias do Sul, Rio Grande do Sul, Brasil. Hoehnea (São Paulo) 36: 7-71

- BASTOS, C. J. P.; YANO, O. 2009. O gênero Lejeunea Libert (Lejeuneaceae) no Estado da Bahia, Brasil. Hoehnea (São Paulo) 36: 303-320

- YANO, O.; BORDIN, J. ; PERALTA, D. F. . Briófitas dos Estados do Ceará, Maranhão, Paraíba, Piauí e Rio Grande do Norte (Brasil). Hoehnea (São Paulo), v. 36, p. 387-415, 2009

- PERALTA, D. F.; BORDIN, J. ; YANO, O. 2008. New mosses records (Bryophyta) for Goiás and Tocantins States, Brazil. Acta Botanica Brasilica 22: 834-844

- BASTOS, C. J. P.; YANO, O. 2008. O gênero Ceratolejeunea Jack & Steph. (Lejeuneaceae, Marchantiophyta) no Estado da Bahia, Brasil. Hoehnea (São Paulo) 35: 69-74

- YANO, O.; PERALTA, D. F. 2008. Briófitas da Ilhabela, Estado de São Paulo, Brasil. Hoehnea (São Paulo) 35: 111-121

- PERALTA, D. F.; BORDIN, J. ; YANO, O. 2008. Novas corrências de briófitas nos estados brasileiros. Hoehnea (São Paulo) 35: 123-158

- YANO, O. 2008. Catálogo de antóceros e hepáticas brasileiros: literatura original, basiônimo, localidade-tipo e distribuição geográfica. Boletim do Instituto de Botânica (São Paulo) 19: 1-110

- SOUSA, M. A. R. ; GOMES-KLEIN, V. L. ; REZENDE, M. H. ; YANO, O. 2008. Antóceros e Hepáticas do Parque Estadual da Serra dos Pireneus e Arredores, Município de Pirenópolis, Goiás, Brasil. Revista de Biología Neotropical 5: 1-16

- YANO, O. ; PERALTA, D. F. 2008. Briófitas do Espírito Santo existentes no "Herbário Científico Maria Eneyda P. Kauffmann Fidalgo", Instituto de Botânica, São Paulo, Brasil. Boletim do Museu de Biologia Mello Leitão 24: 5-100

- YANO, O. ; PERALTA, D. F. 2008. Tipos nomenclaturais de briófitas no Herbarium Anchieta (PACA), Rio Grande do Sul, Brasil. Pesquisas. Botânica 59: 7-70

- PERALTA, D. F. ; YANO, O. . Briófitas do Parque Estadual da Ilha Anchieta, Ubatuba, Estado de São Paulo, Brasil. Iheringia. Série Botânica, v. 63, p. 101-127, 2008.

- YANO, O. ; PERALTA, D. F. 2007. Briófitas da Ilha do Bom Abrigo, Estado de São Paulo, Brasil. Hoehnea (São Paulo) 34: 87-94

- YANO, O. ; PORTO, K. C. 2006. Diversidade das briófitas das matas serranas do Ceará, Brasil. Hoehnea (São Paulo) 33: 7-39

- PERALTA, D. F. ; YANO, O. 2006. Novas ocorrências de Musgos (Bryophyta) para o Estado de São Paulo, Brasil. Revista Brasileira de Botânica 29: 49-65

- YANO, O. 2006. Novas adições ao catálogo de Briófitas Brasileira. Boletim do Instituto de Botânica (São Paulo) 17: 1-142

- BASTOS, C. J. P. ; YANO, O. 2006. Lejeuneaceae holostipas (Marchantiophyta) no Estado da Bahia, Brasil. Acta Botanica Brasilica 20: 687-700

- YANO, O. ; PERALTA, D. F. 2006. Briófitas coletadas por Daniel Moreira Vital no estado da Bahia, Brasil. Boletim do Instituto de Botânica (São Paulo) 18: 33-73

- JOYCE, M. V. ; MELLO, Z. R. ; YANO, O. 2006. Briófitas da Ilha das Palmas, Guarujá, São Paulo, Brasil. Boletim do Instituto de Botânica (São Paulo) 18: 101-109

- YANO, O. ; BORDIN, J. 2006. Novas ocorrências de briófitas para o Rio Grande do Sul, Brasil. Boletim do Instituto de Botânica (São Paulo) 18: 111-122

- BASTOS, C. J. P. ; YANO, O. 2006. Briófitas de restinga das regiões metropolitanas de Salvador e Litoral Norte da Bahia, Brasil. Boletim do Instituto de Botânica (São Paulo) 18: 197-205

- YANO, O. 2006. Novas adições as briófitas brasileiras. Boletim do Instituto de Botânica (São Paulo) 18: 229-233

- YANO, O. ; LUIZI-PONZO, A. 2006. Chonecolea doellingeri (Chonecoleaceae, Hepaticae), taxonomia e distribuição geográfica no Brasil. Acta Botanica Brasilica 29: 783-788

- YANO, O.; PERALTA, D. F. 2006. Novas ocorrências de briófitas para os estados de Alagoas e Sergipe, Brasil. Arquivos do Museu Nacional 64: 287-297

### Libros
- BORDIN, J.; YANO, O. 2013. Fissidentaceae (Bryophyta) do Brasil. Boletim 22 do Instituto de Botánica, Instituto de Botánica, 168 pp.

- YANO, O.; PERALTA, D. F. 2011. Flora da Serra do Cipó, Minas Gerais: briófitas (Anthocerotophyta, Bryophyta e Marchantiophyta). Boletim de botânica 29 (2). Ed. Departamento de Botânica, Instituto de Biociências, Universidade de São Paulo, 165 pp.

- YANO, O. 2010. Levantamento de novas ocorrências de briófitas brasileiras Archivado el 4 de marzo de 2016 en Wayback Machine.. São Paulo: Arbeit, 247 pp.

- YANO, O.; PERALTA, D. F. 2008. Musgos (Anthocerotophyta e Marchantiophyta). Flora dos Estados de Goiás e Tocantins: Criptógamos, vv. 7. Ed. PRPPG/UFG, 277 pp. ISBN 8585003316, ISBN 9788585003319

- YANO, O.; PERALTA, D. F. 2007. Musgos (Bryophyta). Flora dos Estados de Goiás e Tocantins / Criptógamos, vv. 6. Ed. UFG, 333 pp. ISBN 8585003316, ISBN 9788585003319

- YANO, O. 2006. A revised checklist of benthic marine Rhodophyta from the State of Espírito Santo, Brazil. Boletim 17 do Instituto de Botánica, Instituto de Botánica São Paulo, ISSN 0074-0055 194 pp.

- SILVA, M. I. M. N.; YANO, O. 2000. Musgos de Mangaratiba e Angra dos Reis, Rio de Janeiro, Brasil. Boletim 14 do Instituto de Botánica, Instituto de Botánica São Paulo, ISSN 0074-0055 161 pp.

- YANO, O. ; GRADSTEIN, S. R. 1997. Genera of hepatics. Gottingen: Geobotanisches Institut, 29 pp.

#### Capítulos de libros
- YANO, O.; VISNADI, S. R. ; PERALTA, D. F. 2009. Capítulo 15. Briófitas. En M.I.M.S. Lopes; M. Kirizawa; M.M.R.F. Melo. (orgs.) Patrimônio da Reserva Biológica do Alto da Serra de Paranapiacaba. São Paulo, p. 255-267

- YANO, O.; PERALTA, D. F. 2008. Antóceros (Anthocerotophyta) e Hepáticas (Marchantiophyta). En José Ângelo Rizzo (org.) Flora dos Estados de Goiás e Tocantins: Criptógamos, vv. 7, p. 1-110

- YANO, O.; PERALTA, D. F. 2007. Musgos (Bryophyta). En José Ângelo Rizzo (org.) Flora dos Estados de Goiás e Tocantins. Goiânia: PRPG - Universidade Federal de Goiânia, vv. 6, p. 1-333

- YANO, O.; PERALTA, D. F. 2007. As briófitas ameaçadas de extinção no Estado do Espírito Santo. En M. Simonelli & C.N. Fraga (orgs.) Espécies da Flora Ameaçada de Extinção no Estao do Espírito Santo. Vitória: Ipema, vv. 1, p. 81-87

- YANO, O. 2000. Briófitas. En M. P., Mendonça; L.V., Lins (orgs.) Lista Vermelha das Espécies Ameaçadas de esxtinção da Flora de Minas Gerais. Bela Horizonte: Fundação Biodiverisitas, p. 87-95

- YANO, O.; COSTA, D. P. 2000. Flora do Estado de Goiás e Tocantins'. Criptógamos: Briófitas. En José Angelo Rizzo (orgs.) Flora de Goiás e Tocantins. Goiania: Universidade Federal de Goiás, vv. 5, p. 1-33

- YANO, O. 1998. Briófitas do Estado de São Paulo. En Carlos Alfredo Joly; Carlos Eduardo de Mattos Bicudo (orgs.) Biodiversidade do Estado de São Paulo, Brasil. 2. Fungos Macroscópicos e Plantas. São Paulo: FAPESP, p. 37-46

- YANO, O. 1998. Musgos e Hepáticas. En Alves, R.J.V. (orgs.) Ilha da Trindade e Arquipélago Martin Vaz, um ensaio geobotânico. Río de Janeiro: Serviço de documentação da Marinha, p. 144-144

- YANO, O. 1990. Glossarium Polyglotum Bryologiae. Versión hispana : {{aut|g. hässel de Menéndez, m. Brugués. c. Casas, a. Cocucci, c. Delgadillo m., m. del carmen Fernández, a. Martínez, c. Matteri, h. Murachco, m. Schiavone, m.r. Simó, s.s. Solari, olga Yano[8][9]

- YANO, O. 1984. Briófitas. En Fidalgo, O., Bononi, V.L.R. (orgs.) Técnicas de coleta, preservação de herborização de material botânico. São Paulo: Instituto de Botânica, vv. 4

- YANO, O. 1981. Bryophyta. En Hurlbert, S.H., Rodríguez, G., Santos, N.D. (orgs.) Aquatic biota of tropical South America Part. 2. Anarthropoda. San Diego: San Diego State University, vv. 2, p. 41-49

### En Congresos
- MELLO, Z. R.; YANO, O. 2006. Briófitas das Ilhas do Castilho, Queimada Pequena e do Guaraú, São Paulo, Brasil. En: Anais VI Simpósio de Ecossistemas Brasileiros - Patrimônio Ameaçado, São José dos Campos. São Paulo: ACIESP, vv. 110. p. 439-449

- YANO, O.; PERALTA, D. F. 2006. Briófitas da restinga de Barra do Ribeira, São Paulo, Brasil. En: Anais VI Simpósio de Ecossistemas Brasileiros - Patrimônio Ameaçado, São José dos Campos. São Paulo: ACIESP. vv. 110. p. 573-587

- MELLO, Z. R.; LOURENÇO, G. A. ; YANO, O. 2001. Briófitas do Orquidário Municipal de Santos, São Paulo, Brasil. En: Anais Ier Congresso Brasileiro de Pesquisas Ambientais, Santos, p. 92-94

- YANO, O.; MELLO, Z. R. 2000. Diversidade das briófitas do Estado do Espírito Santo, Brasil. En: Anais V Simpósio de Ecossistemas Brasileiros: Conservação, Vitória. São Paulo: Academia de Ciências do Estado de São Paulo, vv. 109. p. 49-71

## Honores

### Premios
- 2008: mejor panel Categoría Maestrado en XVII Congreso Sociedad Botânica de São Paulo

### Membresías
- Sociedad Botánica de Brasil[10]

- 1998 - 2002: Comisión Directiva de la Sociedad Latinoamericana de Briología[11]

- 1981: Fundação da Sociedade de Botânica de São Paulo[12][13]

#### Del Cuerpo editorial
- 2011 - actual. Periódico: Boletín de la Sociedad Argentina de Botánica[14]

### Revisora de periódico
- 2008 - actual. Periódico: Ernstia (Maracay)
- 2009. Periódico: Boletim do Museu Paraense Emílio Goeldi. Botânica